# Čudesna oružja
Čudesna oružja je pojam koji označava naoružanja koja se u trenutku pojavljivanja na ratištu bila daleko nadmoćna svemu što je neprijatelj mogao proizvesti. Ovaj pojam se inače najčešće danas koristi za naoružanje proizvedeno od Trećeg Reicha u posljednjoj godini rata.

## Popis čudesnih oružja
- Grčka vatra  - Bizantsko tajno oružje koje je gotovo 8 stoljeća štitilo Carstvo od svih neprijatelja.
- Dreadnought - Nova klasa ratnog broda proizvedena 1906. godine. Za primjer kopija od SAD stiže tek 1910.
- Tenk - Njegova pojava na ratištu 1916. je bacila Njemačku u očaj koja svoj neuspješni odgovor daruje tek 1918. godine.
- Wunderwaffen - Njemački skupni naziv za njihova čudesna oružja u Drugom svjetskom ratu koja saveznici potom kopiraju.